# Symfonie nr. 1: Gilgamesj
Bert Appermont voltooide zijn Symfonie nr. 1: Gilgamesj voor harmonieorkest in 2003. Het werk is geschreven in opdracht van de Koninklijke Harmonie van Peer, die ook de première van het werk verzorgde. De Nederlandse première van dit werk door de Koninklijke Harmonie van Thorn vond plaats in Roermond. Het stuk is gebaseerd op het Gilgamesj-epos.
Het werk is op cd opgenomen door het Landesblasorchester Baden Württemberg en door de Swiss Army Band.